# The Ferret
The Ferret ist ein seit 2015 bestehendes britisches Onlinemagazin und Journalismusprojekt. Die als Genossenschaft begründete Unternehmung gilt als die erste dieser Art in Schottland. Ihr Fokus liegt auf unabhängigen Recherchen zu Themen von öffentlichem Interesse.
“To ferret” bedeutet übersetzt „aufspüren, aufstöbern“, das Nomen “ferret” heißt „das Frettchen“ – von daher leitet sich das Logo von The Ferret ab, welches eine Sprechblase mit dem grafisch stilisierten Gesicht eines Frettchens darstellt. 

## Geschichte
The Ferret wurde im Mai 2015 als Mediengenossenschaft gegründet. Als Aufgabe hat das Projekt sich gestellt, unabhängige Recherchen und investigativen Journalismus zu ermöglichen, um die Ergebnisse entweder selbst online zu veröffentlichen oder anderen Medien zur Verfügung zu stellen. Die Struktur der Genossenschaft (cooperative) wurde auch gewählt, um der Leserschaft Partizipation zu ermöglichen. Die Gründer des Projekts nannten als Vorbild das seit 2013 aktive niederländische Pendant De Correspondent, auf das sich im deutschen Sprachraum etwa Republik (Gründung 2018) oder Krautreporter (Gründung 2014) bezogen.
Seit 2016 ist The Ferret Mitglied des britischen Medienregulativs Impress und schloss sich einer Veröffentlichungsrichtlinie an, welche mit den Empfehlungen der Leveson Inquiry konform geht.
Die erste Recherche widmete sich dem Thema Fracking. Das Thema war eines von dreien, welches das Team der Leserschaft zur Auswahl angeboten hatte. Ein Crowdfunding zur Finanzierung des Projektes erzielte binnen einer Woche das benötigte Ergebnis. Tatsächlich ging bis zum Ende des Aufrufs mehr als doppelt so viel Geld ein wie veranschlagt, und so konnte ein zweites Thema behandelt werden, namentlich der Umgang mit Asylsuchenden. In Folge lief die Projektfinanzierung über bezahlte Mitgliedschaften. Für Menschen mit geringem Einkommen besteht die Möglichkeit eines freien Zugangs zu den Inhalten von The Ferret.
Im April 2016 organisierte The Ferret eine Tagung in Zusammenarbeit mit der University of Strathclyde. Seit 2017 gibt es den FFS (Ferret Fact Service), einen Faktencheck. Im selben Jahr wurde The Ferret eingeladen, sich als eines von vier genossenschaftlich getragenen Medien beim Internationalen Journalismusfestival in Perugia zu präsentieren.
Gründung, Profil und Entwicklung von The Ferret wurden in verschiedenen britischen Medien – in Schottland The National oder The Scotsman, in England The Guardian – rezipiert. 2021 griff The Democrat in Dunbartonshire eine Recherche von The Ferret auf, wonach zehn schottische Zeitungen sich im Besitz von drei Milliardären  – Rupert Murdoch, Harold Harmsworth (“Lord Rothermere”) und Frederick Barclay  – befinden.

## Auszeichnungen
2016: British Journalism Awards, Kategorie “Digital Innovation” (Shortlist)
2016: Gender Equality Award für Rebecca Omonira-Oyekanmi, Lyra McKee und Karin Goodwin, The Ferret (Domestic violence: ‘Home Office must act to save lives’, 20. April 2016)
2017: Scottish Refugee Media Awards
2018: Scottish Press Awards, Auszeichnung “Outstanding Digital Journalist of the Year” für Billy Briggs, The Ferret
2018: Scottish Refugee Media Award in der Kategorie “Online/Multimedia” für Karin Goodwin (Text) und Angela Catlin (Fotografie)
2022: Scottish Refugee Media Awards, Shortlist in der Kategorie “Print/News” sowie in der Kategorie “Print/Feature”